# Anwa Shuiku
Anwa Shuiku är en reservoar i Kina. Den ligger i provinsen Hubei, i den centrala delen av landet, omkring 190 kilometer väster om provinshuvudstaden Wuhan. Anwa Shuiku ligger 78 meter över havet. Arean är 1,7 kvadratkilometer. Trakten runt Anwa Shuiku består till största delen av jordbruksmark. Den sträcker sig 2,4 kilometer i nord-sydlig riktning, och 2,3 kilometer i öst-västlig riktning.
Genomsnittlig årsnederbörd är 1 107 millimeter. Den regnigaste månaden är maj, med i genomsnitt 159 mm nederbörd, och den torraste är december, med 14 mm nederbörd.